# Jakob Yngvason
Jakob Yngvason (Reykjavík, 23 de novembro de 1945) é um físico matemático islandês-austríaco.
Yngvason começou a estudar após o Abitur em Reykjavík em 1964 na Universidade de Göttingen, onde obteve em 1969 o diploma e um doutorado em 1973, orientado por Hans-Jürgen Borchers. Em seguida foi wissenschaftlicher Assistent em Göttingen, onde obteve em 1979 a habilitação. A partir de 1979 foi pesquisador (Senior Research Scientist) no Science Institute da Universidade da Islândia em Reykjavík, onde foi a partir de 1985 professor de física teórica. Em 1996 tornou-se professor ordinário da Universidade de Viena, onde aposentou-se em 2014. Em 1998–2003 foi presidente e em 2004–2011 diretor científico do Erwin-Schrödinger-Institut für Mathematische Physik em Viena. Foi pesquisador visitante dentre outras na Universidade Rutgers, nas Universidades de Göttingen e Leipzig, no Institut des Hautes Études Scientifiques (IHES), no Nordita, no Instituto Max Planck de Física em Munique e no DESY.
Yngvason trabalhou dentre outros com Elliott Lieb sobre os fundamentos matemáticos da termodinâmica (definição axiomática da entropia) e mecânica estatística (dentre outros o comportamento de materiais em campos magnéticos extremamente intensos como no interior de pulsares na estatística quântica).
Recebeu em 1993 o Prêmio Olafur Danielsson de Matemática, o Prêmio Levi L. Conant de 2002 da American Mathematical Society (com Elliott Lieb) e o Prêmio Erwin Schrödinger de 2004 da Academia Austríaca de Ciências. É membro da Societas Scientiarum Islandica e membro correspondente da Academia de Ciências de Göttingen e da Academia Real de Ciências da Dinamarca.
Dentre seus orientados de doutorado consta Robert Seiringer.

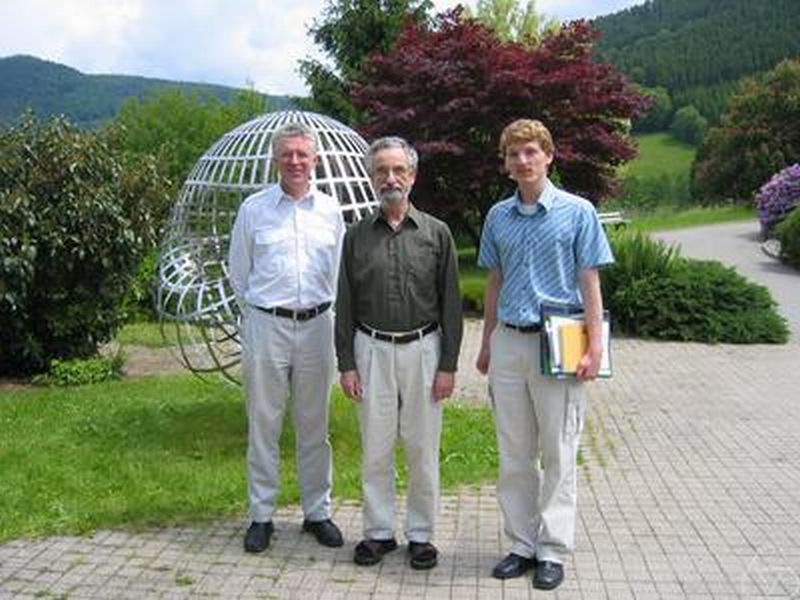
Yngvason (esquerda), Elliott Lieb e Seiringer (direita) no Instituto de Pesquisas Matemáticas de Oberwolfach 2004

## Publicações
- Lieb, Yngvason: The physics and mathematics of the second law of thermodynamics. Physics Reports, Bd.310, 1999, S. 1.
- Lieb, Yngvason: A guide to entropy and the second law of thermodynamics. Notices AMS 1998 pdf-Datei, der Aufsatz erhielt den Levi-L.-Conant-Preis.